# Amador Salazar
Gral. Amador Salazar Jiménez fue un militar mexicano que participó en la Revolución mexicana.

## Inicios
Nació en Cuernavaca, Estado de Morelos, el 30 de abril de 1868 siendo hijo de León Salazar y Gertrudis Jiménez, así como primo hermano de Emiliano Zapata. Radicó en Yautepec, Morelos, donde cursó la enseñanza primaria; posteriormente trabajó como peón en la Hacienda de Atlihuayán, propiedad de Pablo Escandón y Barrón. Entre 1903 y 1905 ayudó a los aldeanos en su disputa con Escandón, por lo que fue reclutado por la leva al Ejército Mexicano, adscrito al cuartel de la Escuela de Tiro de la Ciudad de México.

## Revolución
En abril de 1911 se incorporó a la lucha maderista al frente de su propio grupo, operando en la zona central del estado de Morelos. En mayo de 1911 participó en el sitio y toma de Cuautla. Meses después fue uno de los firmantes del Plan de Ayala, proclamado el 28 de noviembre de ese mismo año. En 1912 luchó contra Francisco I. Madero y en 1913 permaneció en armas contra Victoriano Huerta. En abril de ese año fue miembro de la Junta Revolucionaria del Centro y Sur de la República, encargada de trazar las metas revolucionarias y de reorganizar las estructuras militares zapatistas. Obtuvo el grado de general de división del Ejército Libertador del Sur. 

## Últimos años
El 4 de diciembre de 1914 presenció, al igual que su primo Eufemio Zapata, la primera entrevista entre Francisco Villa y Emiliano Zapata. A principios de 1915, durante el gobierno de la Convención, se le encomendó la dirección y puesta en marcha del ingenio de Atlihuayan. En abril de ese mismo año fue nombrado comandante de la guarnición de la Ciudad de México, cargo que desempeñó hasta julio, debido a la ocupación de la plaza por las tropas constitucionalistas. Murió por una bala perdida en las cercanías de Yautepec, Morelos, el 16 de abril de 1916.
En su homenaje existen una localidad con su nombre: Colonia Amador Salazar y un Colegio Amador Salazar. 